# Ragnarök

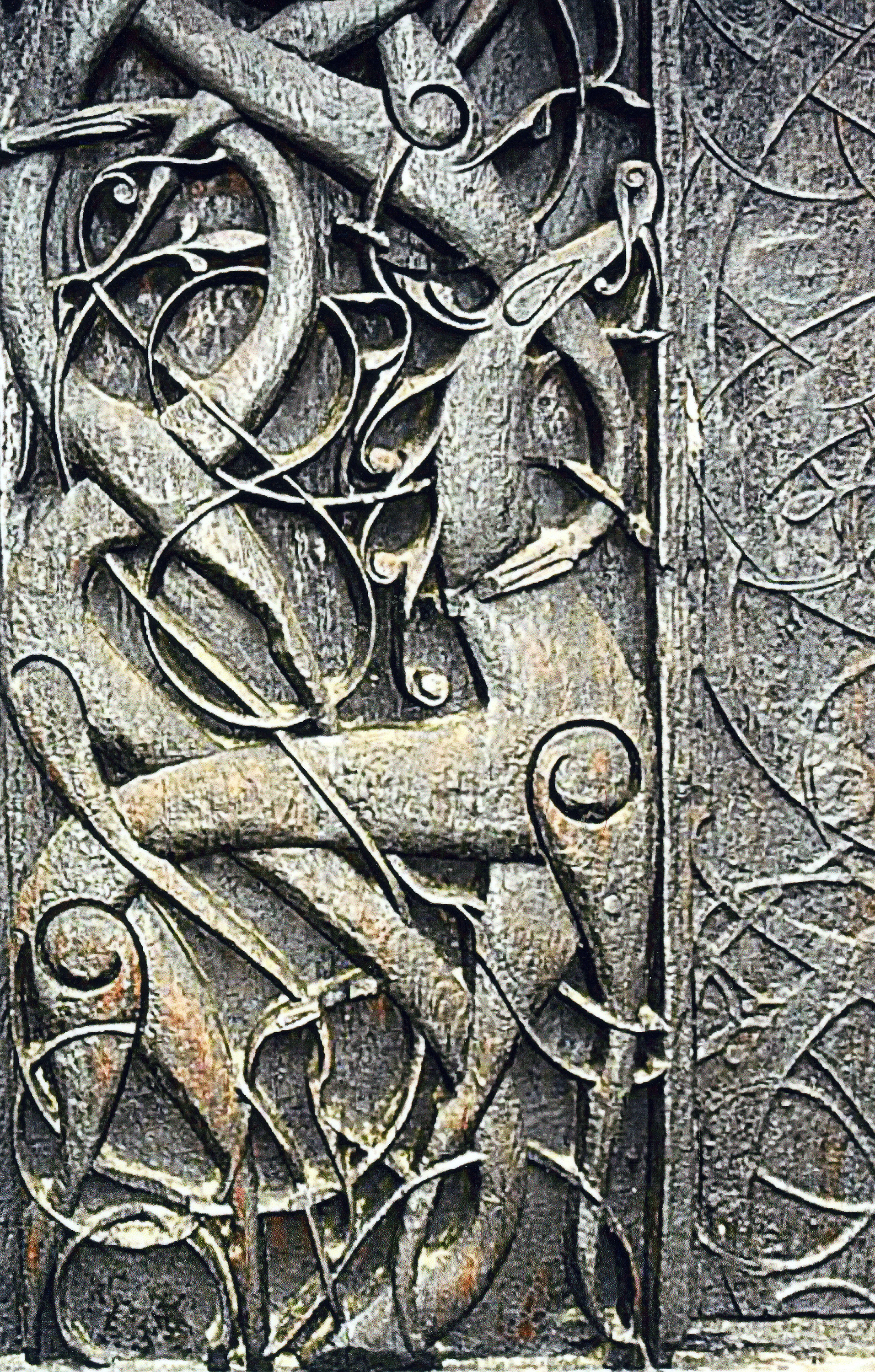
O portal norte da Igreja de madeira de Urnes do século XI tem sido interpretado como contendo representações de serpentes e dragões que representam o Ragnarök.

Na mitologia nórdica, Ragnarök (em português:  destino dos deuses), representa a escatologia nórdica, marcado por uma série de eventos que conduziriam ao fim do mundo. A palavra significa destino, referindo-se à última e decisiva batalha dos deuses contra os seus inimigos.
O mito foi pela primeira vez descrito no poema anónimo Völuspá, compilado no século XIII, a partir de fontes tradicionais mais antigas e no Edda em prosa, escrito no século XIII por Snorri Sturluson, existindo porém outras referências à escatologia por toda a região germânica.
A influência cristã nesta narrativa pagã é vista de maneiras diferentes: Como uma narrativa puramente pagã, ou como uma narrativa incorporando ideias cristãs e ideias pagãs, ou como uma narrativa pagã influenciada por ideias cristãs.
O Ragnarök começa com uma série de catástrofes naturais, que culminam no Fimbulvetr ("longo inverno") que dura três anos consecutivos, sem verão. Posteriormente, os deuses irão lutar contra os gigantes nascidos das forças do caos primeval. Uma grande batalha que resultaria na morte da maioria dos deuses (incluindo os Æsir, Ódin, Thor, Týr, Freir, Heimdallr, e Loki); a batalha termina com um incêndio global, após o qual a terra seria submerso pelo mar. Depois, o mundo ressurgiria fértil, povoado pelos poucos sobreviventes das famílias dos deuses e por dois sobreviventes humanos que repovoariam a terra: Líf e Lífþrasir. Ragnarök foi um evento importante no cânone nórdico sendo importante para a interpretação de muitos aspectos da cultura nórdica e objeto de estudos acadêmicos e teóricos.
No Edda em prosa e em um único poema no Edda poética, o evento é conhecido como Ragnarökr ou Ragnarökkr (nórdico antigo: "Destino dos Deuses" e "Crepúsculo dos Deuses", respectivamente), um termo popularizado no século XIX pelo compositor Richard Wagner por ser o título da última ópera da tetralogia Der Ring des Nibelungen, Götterdämmerung.

## Etimologia
A palavra do nórdico antigo "ragnarök" é um composto de duas palavras. A primeira palavra do composto, ragna, é o plural genitivo de regin ("deuses" ou "poderes dominantes"), derivado do termo proto-germânico reconstruído ragenō. A segunda palavra, rök, tem vários significados, tais como "desenvolvimento, origem, causa, relação, destino, final." A interpretação tradicional é que, antes da fusão de /ǫ/ e /ø/ (ca. 1200) a palavra era rök, derivada da proto-germânica rakō. A palavra ragnarök como um todo é, então, geralmente interpretada como o "destino final dos deuses." Em 2007, Haraldur Bernharðsson propôs que a forma original da segunda palavra no composto é røk, levando a uma reconstrução proto-germânica da rekwa e abrindo outras possibilidades de semânticas.
Na estrofe 39 do poema do Edda poética, Lokasenna, e no Edda em prosa, a forma ragnarök(k)r aparece, rök(k)r significa "crepúsculo." Tem sido frequentemente sugerido que isso indica um mal-entendido ou uma reinterpretação conhecida da forma original de ragnarök. Haraldur Bernharðsson argumenta em vez disso que as palavras ragnarök e ragnarökkr estão intimamente relacionadas, etimológica e semanticamente, e sugere um significado de "renovação dos poderes divinos." O uso desta forma foi difundido na cultura popular moderna pelo compositor Richard Wagner no século XIX por meio do título da última de suas óperas Der Ring des Nibelungen, Götterdämmerung.
Outros termos utilizados para se referir aos acontecimentos em torno de Ragnarök no Edda poética incluem aldar rök ("fim do mundo") da estrofe 39 de Vafþrúðnismál, tíva rök da estrofe 38 e 42 de Vafþrúðnismál, þá er regin deyja ("quando os deuses morrem") da estrofe 47 de Vafþrúðnismál, unz um rjúfask regin ("quando os deuses serão destruídos") da estrofe 52 de Vafþrúðnismál, da estrofe 41 de Lokasenna e da estrofe 19 de Sigrdrífumál, aldar rof ("a destruição do mundo") da estrofe 41 de Helgakviða Hundingsbana II, regin þrjóta ("fim dos deuses") da estrofe 42 de Hyndluljóð, e no Edda em prosa, þá er Muspellz-synir herja ("quando os filhos de Muspelheim se movem para a batalha") pode ser encontrado nos capítulos 18 e 36 de Gylfaginning.

## Atestações
O Ragnarök é explicado ou mencionado em vários poemas relacionados ao Edda poética, em particular no Völuspá, e na parte do Edda em prosa chamada Gylfaginning, principalmente a partir do capítulo 51.

### Edda Poética
O Edda poética contém várias referências ao Ragnarök:

#### Völuspá

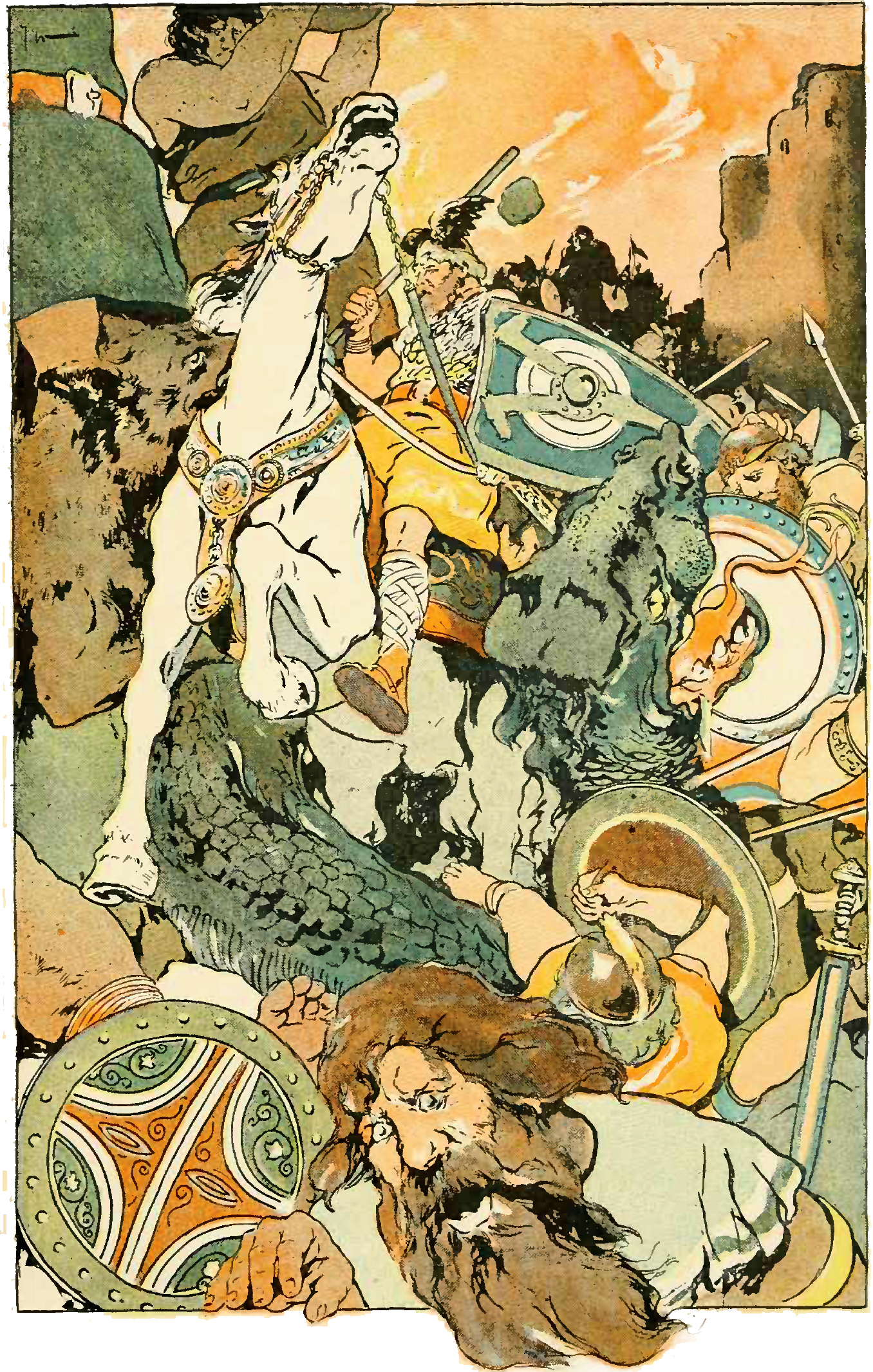
Então a Luta Terrível Começou (1908) por George Wright

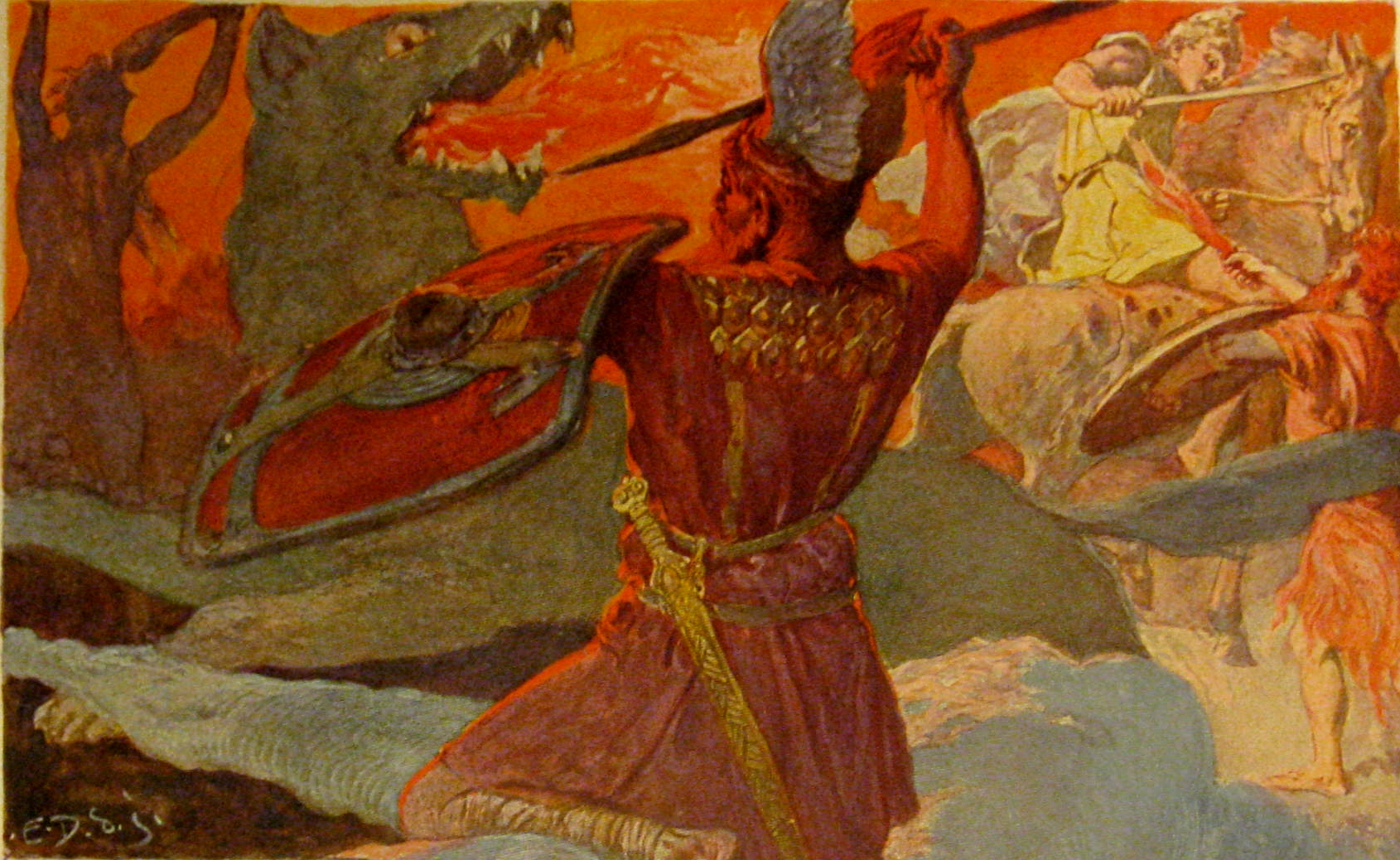
óðinn e Fenrir, Freyr e Surtr (1905) por Emil Doepler

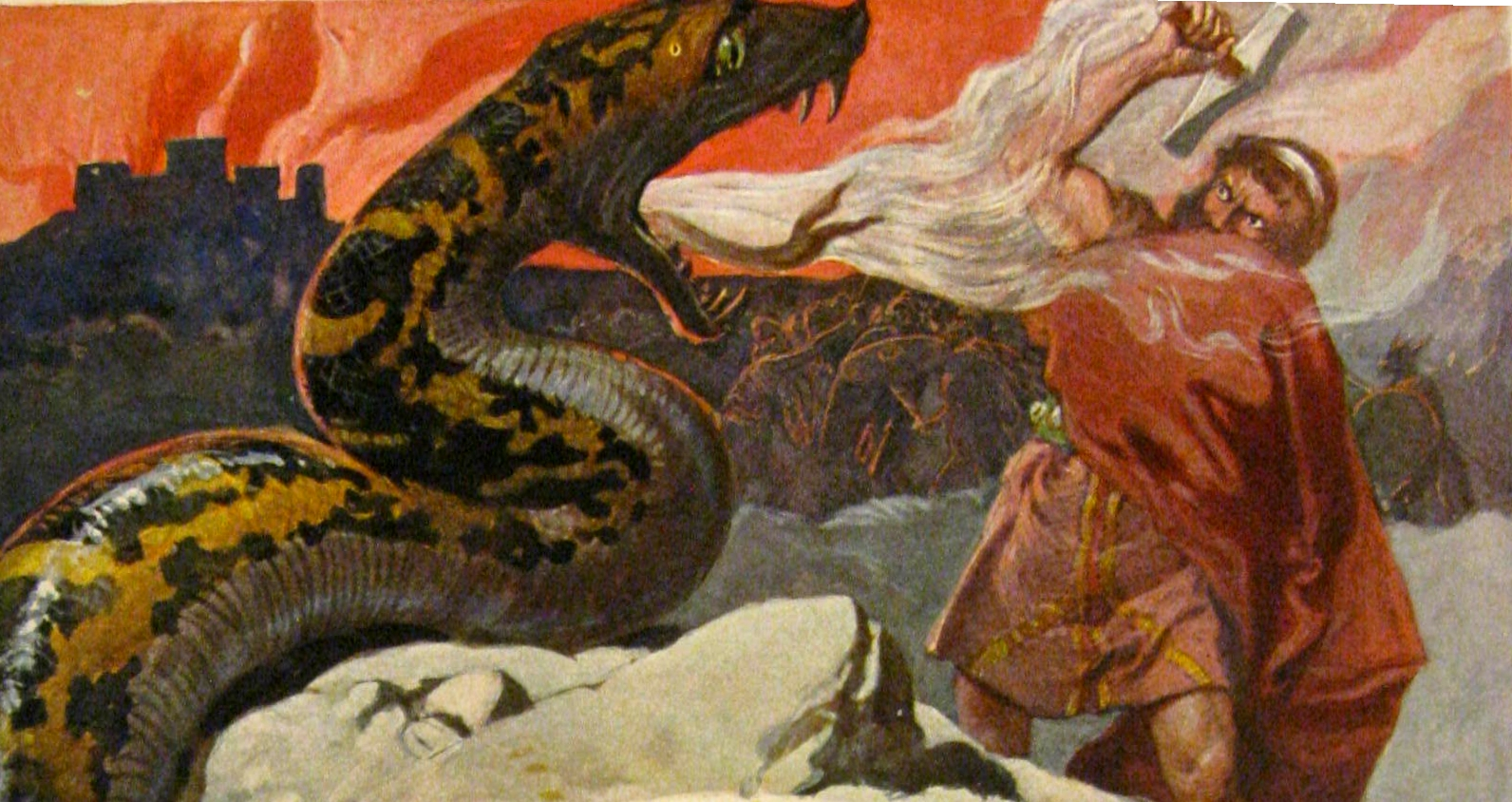
Þór e a Serpente de Midgard (1905) por Emil Doepler

No poema do Edda poética, Völuspá, as referências ao Ragnarök começam a partir da estrofe 40 até a 58, após o qual a sequência dos acontecimentos são descritos para o resto do poema. No poema, uma völva recita a informação para óðinn. Na estrofe 41, a völva diz:
| Nórdico antigo: Fylliz fiǫrvi feigra manna, rýðr ragna siǫt rauðom dreyra. Svǫrt verða sólskin of sumor eptir, veðr ǫll válynd Vitoð ér enn, eða hvat? | Inglês moderno: It sates itself on the life-blood of fated men, paints red the powers' homes with crimson gore. Black become the sun's beams in the summers that follow, weathers all treacherous. Do you still seek to know? And what? | Português literal: Sacia-se no sangue da vida dos homens predestinados, pinta as casas dos poderes de vermelho com sangue carmesim. Os raios solares tornam-se negros nos verões que se seguem, todos os climas ficam traiçoeiros. Ainda quer saber? E o quê? |

A völva então descreve três galos cantando: Na estrofe 42, o pastor jötunn Eggthér senta-se em uma mamoa e alegremente toca sua harpa, enquanto o galo carmesim Fjalar (nórdico antigo "enganador") canta na floresta Gálgviðr. O galo dourado Gullinkambi canta ao Æsir em Valhala e o terceiro, um galo de fuligem vermelha não nomeado, canta nos corredores da localidade do submundo de Helgardh na estrofe 43.
Após estas estrofes, a völva ainda relata que o cão de caça Garmr produz profundos uivos na frente da caverna de Gnipahellir. A ligação de Garmr quebra e ele corre livremente. O völva descreve o estado da humanidade:
|  | Nórdico antigo: Brœðr muno beriaz ok at bǫnom verða[z] muno systrungar sifiom spilla. Hart er í heimi, hórdómr mikill —skeggǫld, skálmǫld —skildir ro klofnir— vindǫld, vargǫld— áðr verǫld steypiz. Mun engi maðr ǫðrom þyrma. | Inglês moderno: Brothers will fight and kill each other, sisters' children will defile kinship. It is harsh in the world, whoredom rife —an axe age, a sword age —shields are riven— a wind age, a wolf age— before the world goes headlong. No man will have mercy on another. |  | Português literal: Irmãos lutarão e matarão uns aos outros, os filhos das irmãs sujarão o parentesco. Isso é duro no mundo, prostituição corrente — uma era de machado, uma era de espada (e o sol surge) — escudos são despedaçados — uma era de vento, uma era de lobo — antes que o mundo vá precipitadamente. Nenhum homem terá misericórdia para com o outro. |  |

Os "filhos de Mím" são descritos como estando "em jogo", embora essa referência não seja melhor explicada em fontes de sobrevivência. Heimdall mantém o Gjallarhorn no ar e sopra profundamente dentro dele e Odim dialoga com a mente de Mím. A árvore do mundo, Yggdrasil, estremece e geme. O Jötunn Hrym vem do leste, sua proteção diante dela. A serpente de Midgard, Jörmungandr, furiosamente se contorce, causando ondas de colisão. "O grito da águia, com o pálido bico, ela rasga o cadáver" e o barco Naglfar quebra livremente graças às ondas feitas por Jörmungandr e ajusta a vela do leste. Os habitantes do fogo, jötnar, de Muspelheim, surgem.

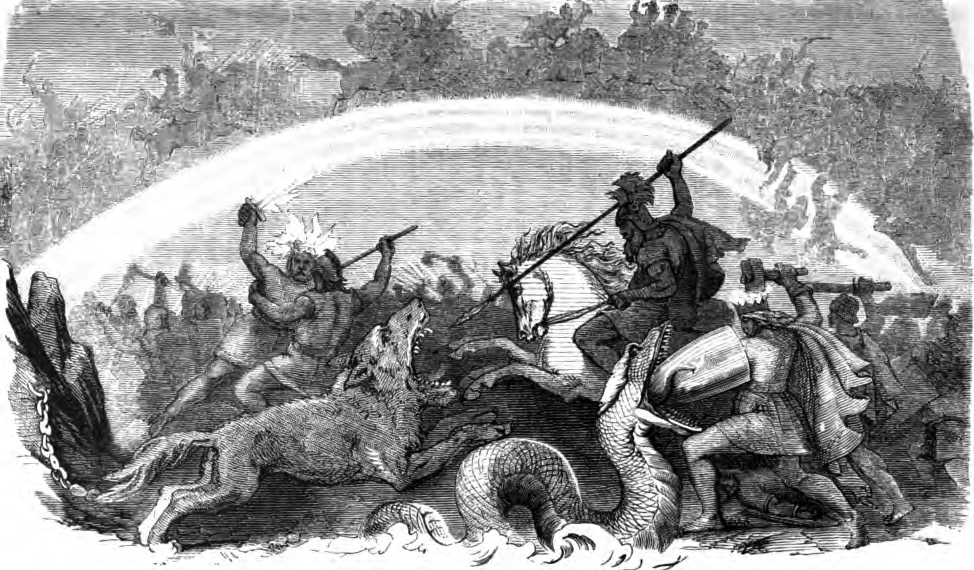
A Batalha dos Deuses Condenados (1882) por Friedrich Wilhelm Heine

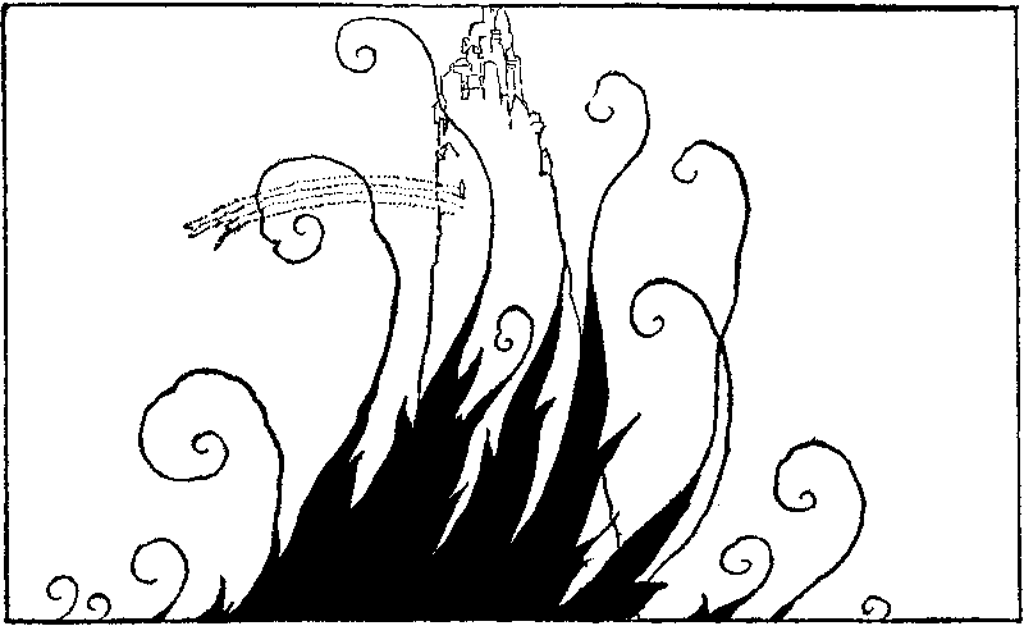
O Crepúsculo dos Deuses (1920) por Willy Pogany

A völva continua que Jötunheimr, a terra dos jötnar, está rugindo, e que o Æsir está em concílio. Os anões lamentam-se por suas portas de pedra. Surtr avança pelo sul, sua espada brilha mais do que o sol. Penhascos rochosos se abrem e a mulher jötnar cai. As pessoas andam na estrada à Helgardh e os céus se separaram.
Os deuses, então, batalham com os invasores: Odim é engolido inteiro e vivo lutando contra o lobo Fenrir, causando a segunda grande tristeza de sua mulher Frigg (a primeira foi a morte de seu filho, o deus Balder). O deus Freir luta contra Surtr e perde. O filho de Odim, Vidar, vinga seu pai rasgando à distância a boca de Fenrir e esfaqueando-o no coração com sua lança, matando o lobo. A serpente Jörmungandr abre sua boca, bocejando largamente no ar e é encontrada em combate por Tor. Tor, que também é filho de Odim e aqui descrito como protetor da Terra, furiosamente luta com a serpente, derrotando-a, mas Tor só é capaz de assumir nove passos posteriormente antes de desmaiar. Após isso, as pessoas fogem de suas casas, o sol torna-se preto quando a terra se afunda no mar, as estrelas desaparecem, o vapor sobe e as chamas tocam os céus.
A völva vê a terra reaparecendo da água e uma águia sobre uma cachoeira caçando peixes em uma montanha. Os sobreviventes Æsir se encontram no campo de Iðavöllr. Eles discutem sobre Jörmungandr, os grandes acontecimentos do passado e o runas. Na estrofe 61, na grama, eles acham o jogo de peças dourado que os deuses são descritos como tendo uma ocasião alegremente divertida, brincando com jogos há muito tempo (atestado no início do mesmo poema). Os campos ressurgidos crescem sem a necessidade de serem semeados. Os deuses Hoder e Balder retornam de Helgardh e vivem felizes juntos.
A völva diz que o deus Hoenir escolhe deslizamentos de madeira com o propósito da profecia e que os filhos dos dois irmãos irão habitar o mundo batido pelo vento. Ela vê uma sala de palha com ouro em Gimle, onde a nobreza viverá e passará a viver com prazer. A estrofe 65, encontrada na versão Hauksbók do poema, refere-se a "uma força poderosa" que "reina sobre tudo" e que chegará acima do tribunal dos deuses (nórdico antigo regindómr), que tem sido interpretada como uma referência cristã adicionada ao poema. Na estrofe 66, a völva termina seu relato com uma descrição do dragão Níðhöggr, cadáveres em suas mandíbulas, voando pelo ar. A völva então "afunda." Não está claro se a estrofe 66 indica que a völva esteja se referindo a época presente ou se isso é um elemento do mundo pós-Ragnarök.

#### Vafþrúðnismál

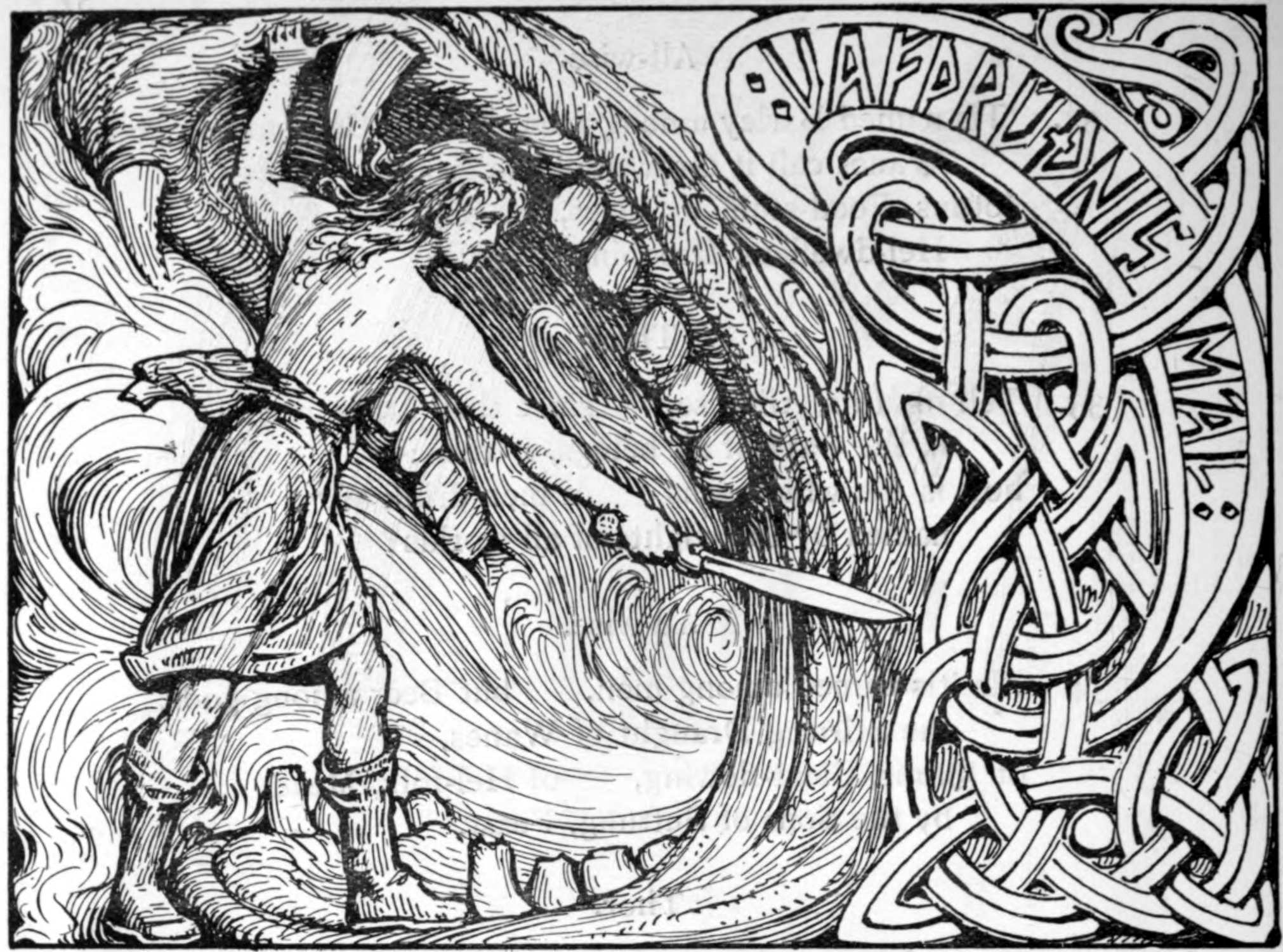
Uma ilustração de Vidar esfaqueando Fenrir enquanto segurava suas mandíbulas. (1908) por W. G. Collingwood, inspirado pela Cruz de Gosforth

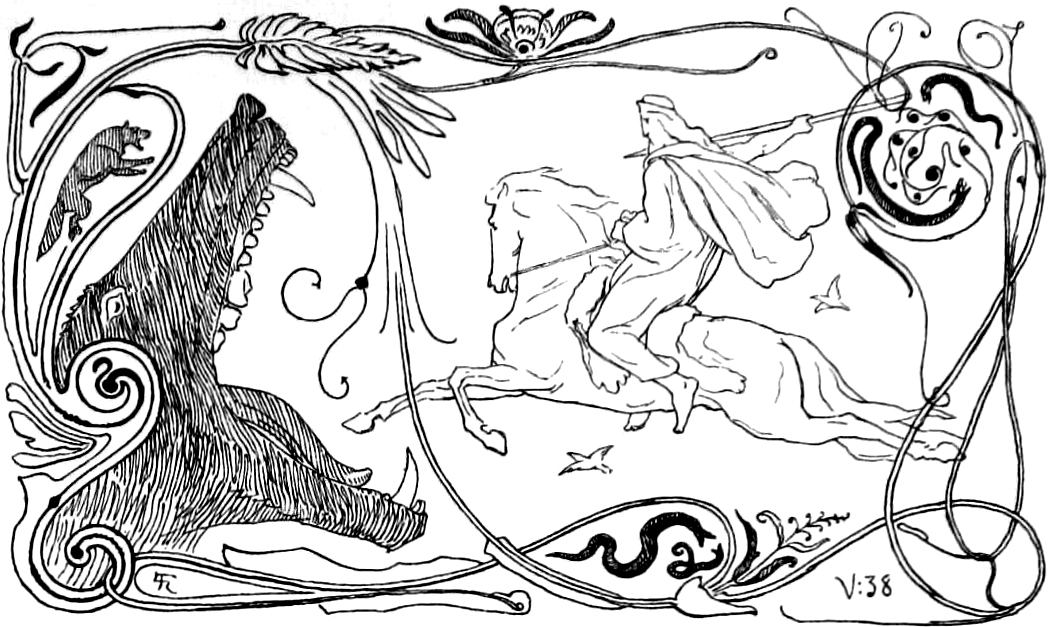
Fenrir e Odim (1895) por Lorenz Frølich

O deus Vanir, Njörðr, é mencionado em relação ao Ragnarök na estrofe 39 do poema Vafþrúðnismál. No poema, Odim, disfarçado como "Gagnráðr" se depara com o sábio jötunn Vaftrudener em uma batalha de inteligência. Vaftrudener referência o status de Njörðr como um refém durante a Guerra dos Deuses anterior e que ele irá "voltar para casa dentre o sábio Vanir" para "a desgraça dos homens."
Na estrofe 44, Odim coloca a questão à Vafþrúðnir de como a humanidade irá sobreviver ao "famoso" Fimbulwinter ("Rigoroso Inverno"). Vafþrúðnir responde na estrofe 45 que os sobreviventes serão Lif e Lífþrasir e que eles irão se esconder na floresta, no Bosque de Hodmímir, que irão consumir o orvalho da manhã e serão produzidas gerações de prole. Na estrofe 46, Odim pergunta qual sol virá do céu depois de Fenrir ter consumido o sol existente. Vafþrúðnir responde que a Sól carregará uma filha antes de Fenrir atacá-la e que após o Ragnarök esta filha continuará o trajeto de sua mãe.
Na estrofe 51, Vaftrudener afirma que, após as chamas de Surtr terem sido saciadas, os filhos de Odim, Vidar e Vali viverão nos templos dos deuses e que os filhos de Tor, Móði e Magni possuirão o martelo Mjolnir. Na estrofe 52, o disfarçado Odim pergunta ao jötunn sobre o próprio destino de Odim. Vafþrúðnir responde que "o lobo" consumirá Odim e que Vidar o vingará dividindo suas frias mandíbulas na batalha. Odim termina o duelo com uma última pergunta: o que Odim disse ao seu filho antes de preparar sua pira funerária? Com isso, Vafþrúðnir percebe que ele está lidando com ninguém menos que Odim, a quem ele se refere como "o mais sábio dos seres", acrescentando que Odim sozinho poderia saber isso. A mensagem de Odim tem sido interpretada como uma promessa de ressurreição a Balder após o Ragnarök.

#### Helgakviða Hundingsbana II
O Ragnarök é brevemente mencionado na estrofe 40 do poema Helgakviða Hundingsbana II. Nela, a empregada/criada sem nome de Sigrún, uma valquíria, está passando pelo túmulo do falecido herói Helgi Hundingsbane. Helgi está ali com um séquito de homens, surpreendendo a empregada. A empregada pergunta se ela está testemunhando uma ilusão, uma vez que ela vê homens mortos andando ou se o Ragnarök ocorreu. Na estrofe 41, Helgi responde que não é nem uma coisa nem outra.

### Edda em prosa
O Edda em prosa de Snorri Sturluson cita pesadamente a partir do Völuspá  e desenvolve extensivamente em prosa sobre as informações de lá, embora algumas destas informações entre em conflito com o que é provido em Völuspá.

#### Gylfaginning(capítulos 26 e 34)
No livro do Edda em prosa, Gylfaginning, várias referências são feitas ao Ragnarök. O Ragnarök é mencionado pela primeira vez no capítulo 26, onde a figura entronizada de Hár, rei do salão, conta a Gangleri (rei Gylfi disfarçado) algumas informações básicas sobre a deusa Iduna, incluindo que suas maçãs irão manter os jovens deuses até Ragnarök.
No capítulo 34, Hár descreve a ligação do lobo Fenrir pelos deuses, fazendo o deus Týr perder sua mão direita, e que Fenrir permaneça lá até o Ragnarök. Gangleri pergunta a Hár que, como os deuses só podiam esperar destruição de Fenrir, porque os deuses não simplesmente matam Fenrir uma vez que ele foi amarrado. Hár responde que "os deuses seguram os seus lugares sagrados e santuários em tal respeito que escolhem não sujá-los com o sangue do lobo, apesar das profecias preditas que ele seria a morte de Odim."
Como conseqüência de seu papel na morte do deus Balder, Lóqui (descrito como pai de Fenrir) está abrigado no topo de três pedras com os órgãos internos de seu filho Narfi (que está transformado em ferro) em três lugares. Lá, gotas de veneno em seu rosto periodicamente a partir de uma cobra colocada pelo jötunn Skaði e quando sua esposa Sigyn esvazia o balde que ela está usando para coletar o veneno escorrendo, a dor, ele experimenta convulsões causadas, resultando em terremotos. Lóqui é ainda descrito como sendo sujeito desta forma até o início do Ragnarök.

#### Gylfaginning(capítulo 51)
O capítulo 51 fornece uma descrição detalhada do Ragnarök intercalada com várias citações do Völuspá, enquanto os capítulos 52 e 53 descrevem as consequências destes eventos. No capítulo 51, Hár afirma que o primeiro sinal do Ragnarök será Fimbulvetr, durante os quais três invernos chegarão sem um verão e o sol será inútil. Hár detalha que, antes desses invernos, três invernos anteriores terão ocorrido, marcados com grandes batalhas em todo o mundo. Durante este tempo, a ganância fará com que irmãos matem irmãos e pais e filhos sofram com o colapso de laços do parentesco. Hár, então, cita a estrofe 45 de Völuspá. Na próxima, Hár descreve que Hati irá alcançar e engolir a lua, e em seguida o seu irmão Skoll, o sol, e a humanidade irá considerar a ocorrência como um grande desastre, resultando em muita ruína. As estrelas vão desaparecer. A terra irá tremer tão violentamente que as árvores irão se soltar do solo, as montanhas irão cair e todos os apoios irão se quebrar, causando a libertação de Fenrir de suas amarras.

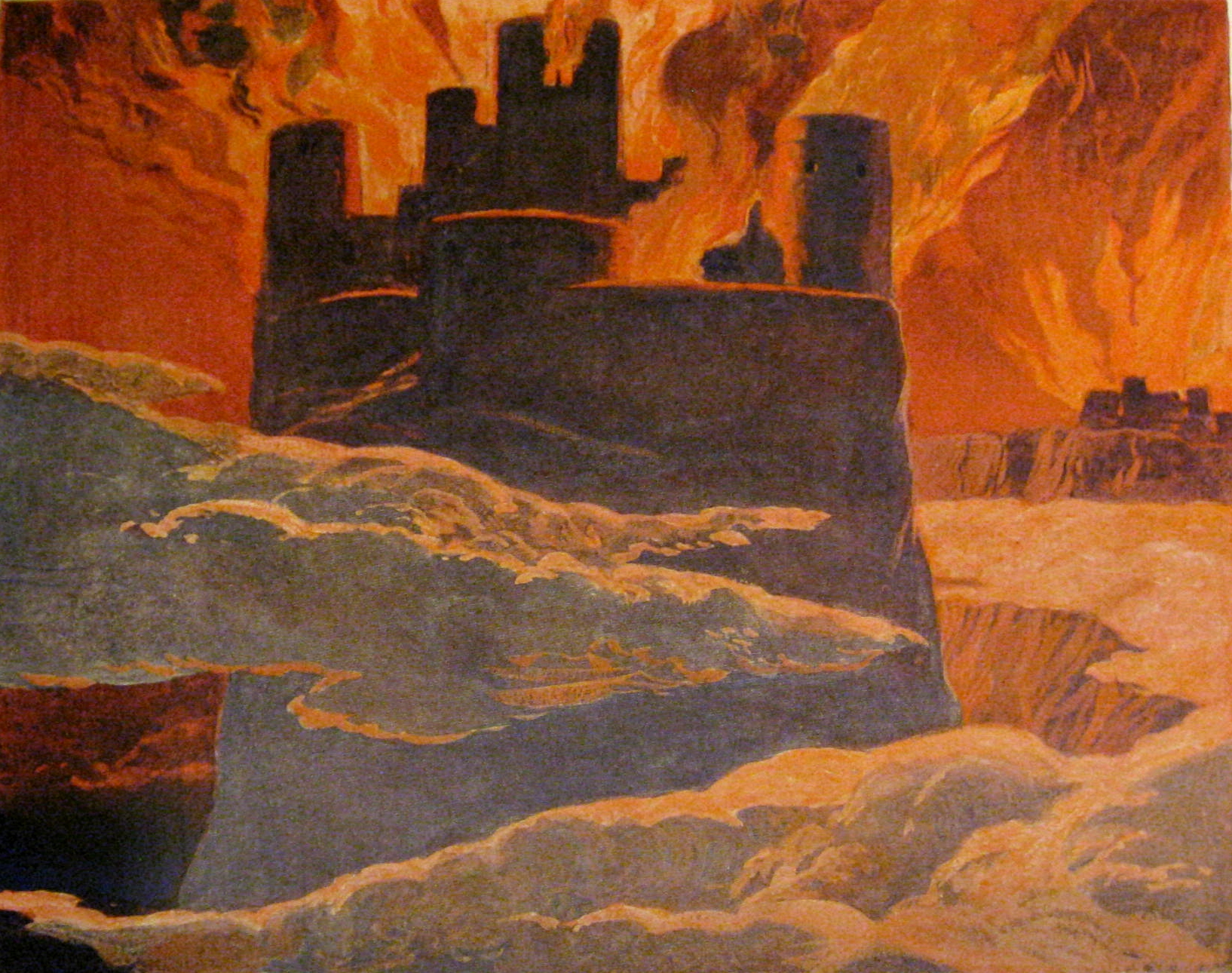
Uma cena da última fase do Ragnarök, após Surtr cobrir o mundo com fogo (de cerca de 1905) por Emil Doepler

Hár relatos de que a grande serpente Jörmungandr, também descrita como um dos filhos de Lóqui na mesma fonte, irá estremecer a terra e inchar o mar violentamente. O barco Naglfar, descrito no Edda em prosa como sendo feito a partir das unhas humanas dos mortos, é liberado de sua amarra e embarca no mar surgindo, dirigido por um jötunn nomeado Hrym. Ao mesmo tempo, Fenrir, de olhos e narinas vaporizando chamas, avança para frente com sua boca aberta, sua mandíbula superior atingindo os céus, sua mandíbula inferior tocando a terra.  Ao lado de Fenrir, Jörmungandr borrifa veneno ao longo do ar e do mar.
Durante tudo isto, o céu se divide em dois. Desde a separação, os "filhos de Muspelheim" cavalgam adiante. Surtr cavalga primeiro, cercado pelas chamas, sua espada brilha mais do que o sol. Hár diz que "os filhos de Muspelheim" irão cavalgar através da Bifröst, descrita no Gylfaginning como uma ponte de arco-íris, e que a ponte irá então quebrar. Os filhos de Muspelheim (e sua tropa de batalha brilhante) avançam para o campo de Vígríðr, descrito como uma extensão que alcança "cem léguas em cada direção", onde Fenrir, Jörmungandr, Lóqui (seguido do "próprio de Helgardh"), e Hrym (acompanhado por toda a geada de jötnar) se juntam a eles. Enquanto isso ocorre, Heimdallr levanta-se e sopra o Gjallarhorn com toda a sua força. Os deuses despertam ao som e eles se encontram. Odim cavalga até Mímisbrunnr em busca de conselhos de Mímir. Yggdrasil treme e tudo, em todos os lugares se amedrontam.
Hár relatos que os Æsir e os Einherjar se vestem para a guerra e vão para a batalha. Odim, usando um capacete de ouro e uma complexa cota de malha, carrega sua lança Gungnir e cavalga antes deles. Odim avança contra Fenrir, enquanto Tor se move ao seu lado, apesar de Tor ser incapaz de ajudar Odim pois ele próprio se envolve em um combate com Jörmungandr. De acordo com Hár, Freir luta ferozmente com Surtr, mas Freir cai porque lhe falta a espada que ele uma vez deu ao mensageiro Skirnir. O cão de caça Garm (descrito aqui como o "pior dos monstros") se liberta de suas amarras na frente de Gnipahellir e combate o deus Týr, resultando em ambas de suas mortes.
Tor mata Jörmungandr, mas é envenenado pela serpente e consegue andar nove passos antes de cair para a terra morto. Fenrir engole Odim, matando-o, embora imediatamente mais tarde o filho de Odim, Vidar, enterra seus pés na mandíbula inferior de Fenrir, aperta sua mandíbula superior e o rasga, decepando-o e matando-o. Lóqui luta contra Heimdallr e os dois matam um ao outro. Surtr cobre a terra em fogo, fazendo o mundo inteiro queimar. Hár cita as estrofes da 46 à 47 do Völuspá e adicionalmente a estrofe 18 do Vafþrúðnismál (a última informação relativa sobre  o campo de batalha Vígríðr).

#### Gylfaginning(capítulos 52 e 53)

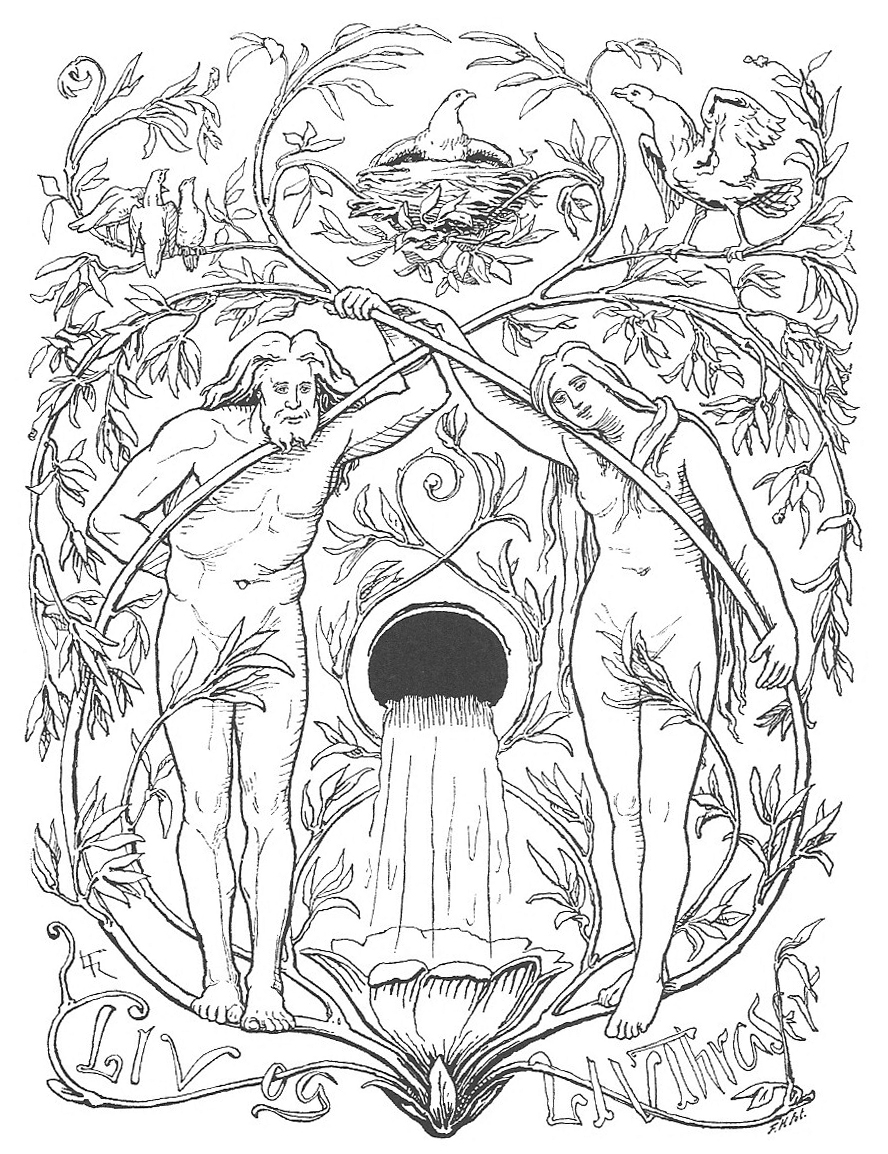
Uma representação de Líf e Lífþrasir (1895) por Lorenz Frølich

No início do capítulo 52, Gangleri pergunta "o que será depois do céu e da terra e todo o mundo ser queimado? Todos os deuses serão mortos, juntamente com os Einherjar e toda a humanidade. Você não disse antes que cada pessoa viverá no mesmo mundo por todas as eras?"
A figura de Þriði, sentado no mais alto trono na sala, responde que vai haver muitos e bons lugares para viver, mas também muitos lugares ruins. Þriði declara que o melhor lugar para se estar é Gimle nos céus, onde existe um lugar chamado de Okolnir que abriga um salão chamado Brimir — onde se pode encontrar muita coisa para beber. Þriði descreve uma sala feita de ouro vermelho localizada em Niðafjöll chamada de Sindri, onde "os homens bons e virtuosos viverão." Þriði relata ainda uma sala sem nome em Náströnd, como as praias dos mortos, que ele descreve como um grande salão repugnante frente ao norte que é construído a partir da espinha de serpentes e se assemelha a "uma casa com paredes tecidas de ramos"; as cabeças das cobras cobrem o interior da casa e expelem tanto veneno que os rios dela fluem ao longo do corredor, em que aqueles que quebram juramentos e assassinos devem percorrer. Þriði aqui cita as estrofes da 38 a 39 do Völuspá, com a inserção de prosa original declarando que o pior lugar de todos para estar é em Hvergelmir, seguida por uma citação de Völuspá ao destacar que o dragão Níðhöggr assedia os cadáveres dos mortos lá.
O capítulo 53 começa com Gangleri perguntando se algum dos deuses vai sobreviver, e se haverá qualquer coisa restante da terra ou do céu. Hár responde que a terra aparecerá mais uma vez a partir do mar, bonito e verde, onde as colheitas auto-semeadas crescerão. O campo Iðavöllr existe onde Asgard outrora foi, e lá, intocado pelas chamas de Surtr, Vidar e Váli residem. Agora possuindo o martelo Miolnir de seu pai, os filhos de Tor, Móði e Magni, reunirão-os e, vindo de Helgardh, Balder e Hoder também chegam. Juntos, eles todos se sentam e rememoram, mais tarde encontrando as peças do jogo dourado dos Æsir uma vez possuído. A estrofe 51 do Völuspá é então citada.
Hár revela que dois seres humanos, Líf e Lífþrasir, terão também sobrevivido a destruição escondendo-se no Bosque de Hodmímir. Estes dois sobreviventes consomem o orvalho da manhã para o seu sustento, e de seus descendentes o mundo será repovoado. A estrofe 45 do Vafþrúðnismál é assim citada. O sol personificado, Sól, terá uma filha, pelo menos, tão bonita quanto ela, e esta filha irá seguir o mesmo caminho da mãe. A estrofe 47 do Vafþrúðnismál é citada e assim termina a descrição do Ragnarök no Gylfaginning.

## Registro arqueológico
Vários objetos foram identificados como retratando acontecimentos do Ragnarök.

### Cruz de Torwald

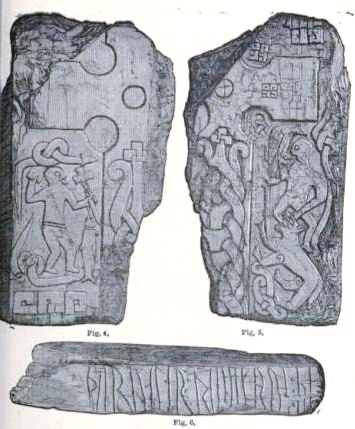
Cruz de Torwald, uma parte sobrevivente da pedra rúnica erguida em Kirk Andreas na Ilha de Man

A Cruz de Torwald, uma pedra rúnica parcialmente sobrevivente erguida em Kirk Andreas na Ilha de Man, mostra um homem barbudo segurando uma lança para baixo em um lobo, seu pé direito em sua boca e um grande pássaro em seu ombro. A Rundata data a cruz para 940, enquanto Pluskowski a data ao século XI. Esta descrição tem sido interpretada como Odim com um corvo ou uma águia em seu ombro, sendo consumido por Fenrir no Ragnarök. Próximo a imagem, é uma ilustração de uma grande cruz e outra imagem paralela a ela que tem sido descrita como Cristo triunfando sobre Satanás. Estes elementos combinados têm levado à cruz como sendo descrita como "arte sincrética"; uma mistura de paganismo e crenças cristãs.

### Cruz de Gosforth

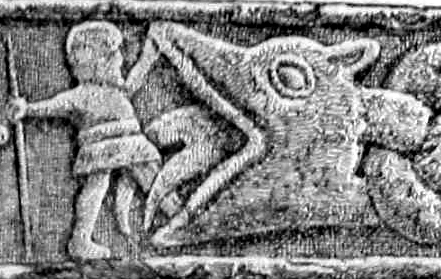
Vidar enfrentando Fenrir na Cruz de Gosforth

A Cruz de Gosforth (920-950), em Cúmbria, Inglaterra, é uma cruz de pé de uma forma típica anglo-saxônica, esculpida em todos os lados do eixo longo, que é quase quadrangular na seção. Além de painéis de enfeite, as cenas incluem uma Crucificação cristã e, possivelmente, uma outra cena no inferno, mas as outras cenas são geralmente interpretadas como incidentes narrativos da história do Ragnarök, mesmo por um estudioso tão cauteloso de tais interpretações, como  David M. Wilson. A batalha do Ragnarök em si pode ser representada no lado norte. A cruz apresenta várias figuras representadas no estilo Borre, incluindo um homem com uma lança enfrentando uma cabeça monstruosa, um de cujos pés é empurrado para a língua bifurcada da besta e na sua mandíbula inferior, enquanto uma das mãos é colocada contra a sua mandíbula superior, uma cena interpretada como Vidar enfrentando Fenrir. Richard N. Bailey rejeita a descrição do monumento e uma pedra separada atualmente na igreja como "sincrética"; ele vê a mensagem como inteiramente cristã, mas a partir de uma abordagem "ruminativa" para o significado de ambas as histórias sobre a cruz que destaca-se paralela em uma forma altamente sofisticada, uma abordagem ao significado conhecido por ambas as tradições.

### Pedra rúnica de Ledberg

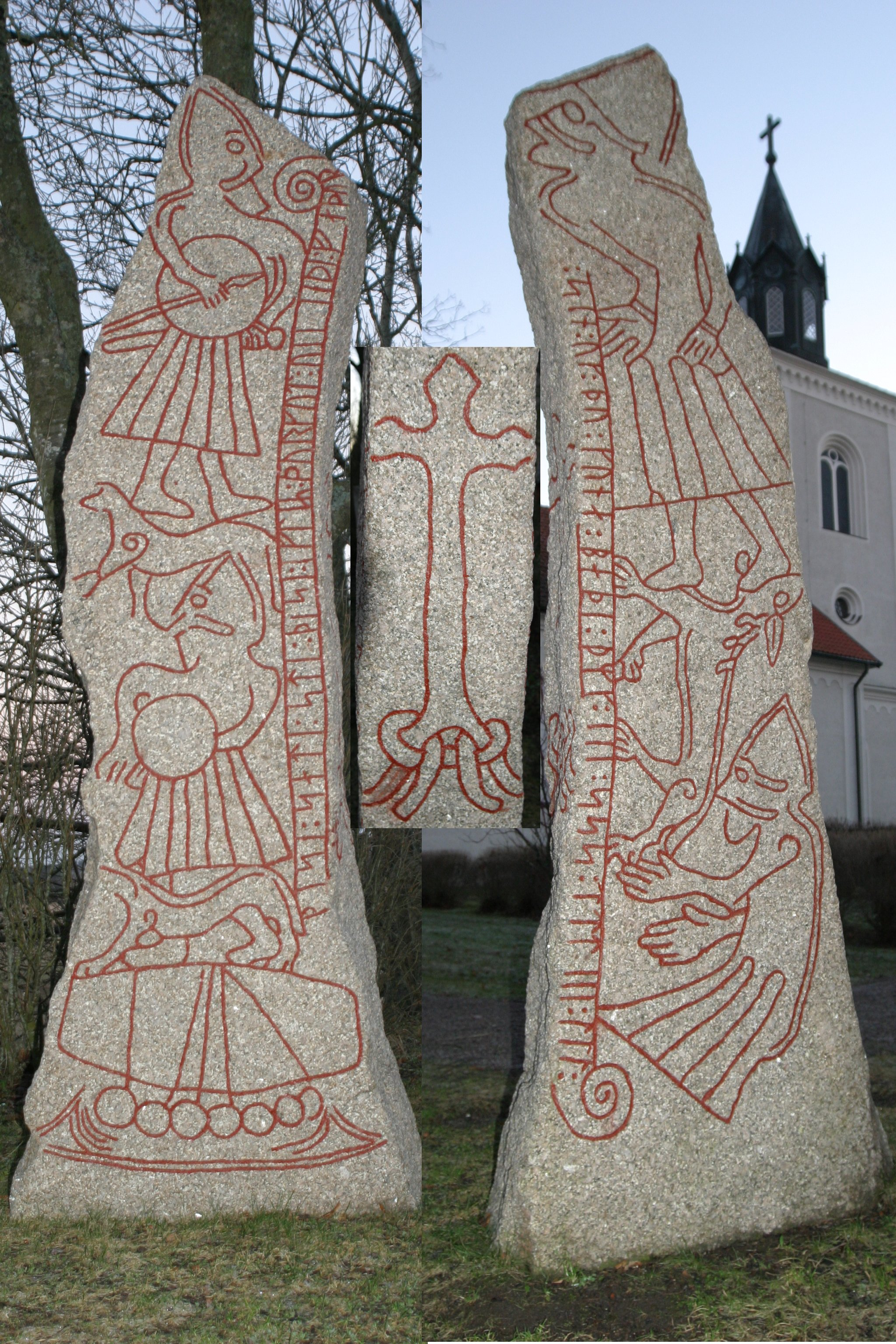
A Pedra rúnica de Ledberg

A Pedra rúnica de Ledberg do século XI na Suécia, semelhante à Cruz de Torwald, apresenta uma figura com seu pé na boca de uma besta de quatro patas, e isso pode ser também uma representação de Odim sendo devorado por Fenrir durante o Ragnarök. Abaixo da besta e do homem está uma representação de um ser que não tem pernas, um homem de capacete com com os braços em uma posição prostrada. A inscrição com Runas do alfabeto Futhark recente expressa uma dedicação memorial, seguida por uma sequência de codificação que foi descrita como "misteriosa" e "uma fórmula mágica interessante que é conhecida de todo o mundo nórdico antigo."

### Pedra rúnica de Skarpåker
Na Pedra rúnica de Skarpåker no início do sséculo XI, de Sudermânia, Suécia, um pai sofrendo da morte de seu filho usou a mesma forma do verso como no Edda poética na seguinte gravação:
| Nódico antigo: Iarð skal rifna ok upphiminn | Inglês: "Earth shall be riven and the over-heaven ." | Português literal: "A Terra será dividida e sobre o Paraíso." |  |

Jansson (1987) observa que, no momento da inscrição, todos os que leram as linhas teriam pensado no Ragnarök e à alusão de que o pai encontrou apropriando como uma expressão de sua dor.

## Origem dos textos
A questão da origem dos textos referentes ao Ragnarok e das influências externas e contribuições é discutida. Diversas pesquisas e comparações foram feitas. Esse texto e todos os textos nórdicos são o resultado de uma herança comum muito distante, não está claro se o Ragnarok é de origem pagã, a partir da observação das catástrofes naturais, a partir da mitologia greco-romana ou da religião cristã. Poderia ser uma mistura de todos estes textos, o que poderia levar o início da mitologia grega e o final do Apocalipse cristão.

### Mitologia comparada
Para a mitologia comparada, os estudiosos têm procurado comparar o Ragnarok com outras antigas histórias mitológicas para mostrar a influência de outras culturas ou para provar por exemplo, que as raízes da história do Ragnarok vem de um mito original proto-indo-europeu, de onde, originalmente vêm todos os mitos indo-europeus semelhantes.

#### Maabárata

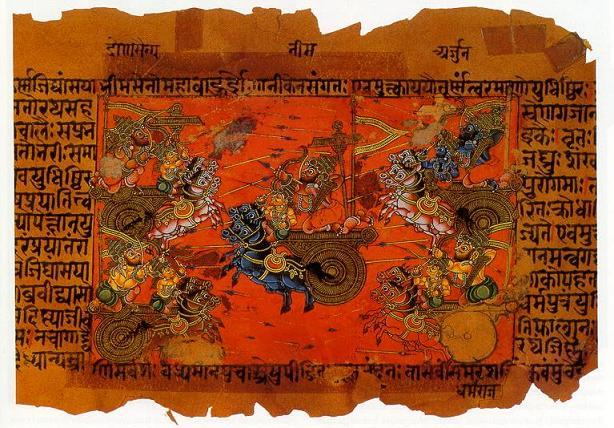
Um manuscrito ilustrado da Guerra de Kurukshetra, entre os Kauravas e os Pândavas, como é descrito no Maabárata

Georges Dumézil nota uma semelhança entre o Ragnarok e uma história hindu, assim de uma outra religião indo-europeia: a Guerra de Kurukshetra, do épico Maabárata. Ele observou que o episódio do assassinato de Balder e sua estada no mundo dos mortos é comparável ao exílio dos Pândavas no hinduísmo, pelos temas e funções dos principais personagens que são mais ou menos equivalentes. Estes períodos de espera em ambas as histórias terminam com uma grande batalha, onde todos os representantes do mal e da maioria dos representantes do bem e o homólogo dos personagens parecem ter funções semelhantes. Dumézil também argumentou que Heimdall tem o homólogo do herói indiano Bhīsma, e parece que os dois personagens são os mais velhos protagonistas existentes e os últimos a perecer durante a grande batalha.
Feita esta comparação, Georges Dumézil concluiu que: A magnitude e regularidade desta harmonia entre o Maabárata e dos Eddas regulamentará, penso eu, os problemas [...] do Ragnarök, que tinha errado ao romper. E esse problema [...], eles o regulamentaram de uma forma inesperada, espalhando, com exceção de alguns pequenos detalhes e no final, as soluções base sobre o empréstimo, iranianos, caucasianos ou cristãos, e descobrindo um vasto mito sobre a história e o destino de mundo, em relatórios do bem e do mal, que deveriam estar já estabelecidos, antes da dispersão, com pelo menos entre alguns dos indo-europeus.

#### Outros temas indo-europeus
Dos paralelos foram encontradas mais evidências entre o Ragnarök do paganismo nórdico e outros eventos relacionados com as crenças indo-europeias. Uma destas teorias é que o Ragnarok é uma evolução tardia da religião proto-indo-europeia. Estas comparações incluem o inverno cósmico com duração de três temporadas (o Fimbulvetr), que encontramos vestígios dos antigos iranianos do Criação Original e o Ima. Vidar é comparável ao deus védico Vixnu, porque ambos têm um grande passo "cósmico" com o qual eles conseguem derrotar as forças do mal obtendo uma vitória de curta duração. Foram feitas comparações mais longas sobre o tema da "batalha final " nas culturas indo-europeias, inclusive voltando a presença de um cego (ou com um só olho) nesta batalha, assim como temas e figuras semelhantes.

### Inspirações cristãs
Muitos historiadores concordam que o Ragnarök, apesar de um contexto nórdico (e mais vasto indo-europeu), foi escrito por cristãos na Islândia, dois séculos e meio após a evangelização da ilha, no século XIII, e alertam sobre o fato de que os autores de todos os textos preservados na mitologia nórdica eram clérigos, ou que tinham recebido treinamento clerical. Todas as fontes literárias da mitologia nórdica são "impuras" e Régis Boyer acrescenta que "devemos sempre manter sua distância para o texto que é demasiado bom para ser verdade", mesmo falando de intoxicação: "Devemos estar conscientes de que há essa infiltração, para não dizer intoxicação literária (cristã e clássica), e há que apreciar o seu valor justo e os benefícios escandinavos, édicos e das sagas". As influências cristãs em histórias nórdicas já haviam sido tratadas por Axel Olrik no início do século XX (Om Ragnarok, 1902). Os autores desses textos foram entregues, provavelmente, a interpretação dos textos bíblicos, como o Apocalipse. Régis Boyer acrescenta que os autores de obras importantes sobre crenças escandinavas, como o Saxão Gramático (Feitos dos Danos, cerca de 1200) e o Snorri Sturluson (Edda em prosa, cerca de 1220) estavam muito interessados na cultura clássica. Assim, eles poderiam fazer a interpretação cara a cara das histórias que eles queriam contar e que muitas vezes já não ouviam. Eles sabiam muito bem a Bíblia e consideraram as suas possíveis adaptações ou reescrituras.
Segundo Régis Boyer, o Ragnarok seria um texto com um fundo pagão, reconstruído pelos cristãos e o Völuspá poderia ter sido escrito por Hildegarda de Bingen, uma santa cristã, que escreveu suas visões cosmogonicas de ordem mística. "Todos os documentos antigos islandeses são escritos em palimpsesto e é necessário riscar a contribuição continental cristã para tentar encontrar escandinavos autênticos (e germânicos) antigos". Ele tenta reconstruir os textos originais em vez de tomar ao pé da letra o que ele considera como "histórias muitas vezes  também complacentes ou adaptadas a partir de fontes latinas".
A historiadora Hilda Ellis Davidson pensa que "nessa descrição nós estamos lidando com um mundo artificial mítico, longe da fé viva da era pagã.
Arnaud d'Apremont acrescenta que "sob o verniz cristão estão grandes obras da literatura europeia ". Einar Olafur Sveinsson, atual especialista islandês, disse sobre todos os textos que "a antiga literatura de seu país é meio eclesiástica, meio secular", e Régis Boyer observa que" não vemos como contraditório".
A educação cristã de Snorri pode ter alterado a sua visão do paganismo, através da sua apresentação evemerista dos deuses pagãos.

#### Temas lembrando o Apocalipse bíblico

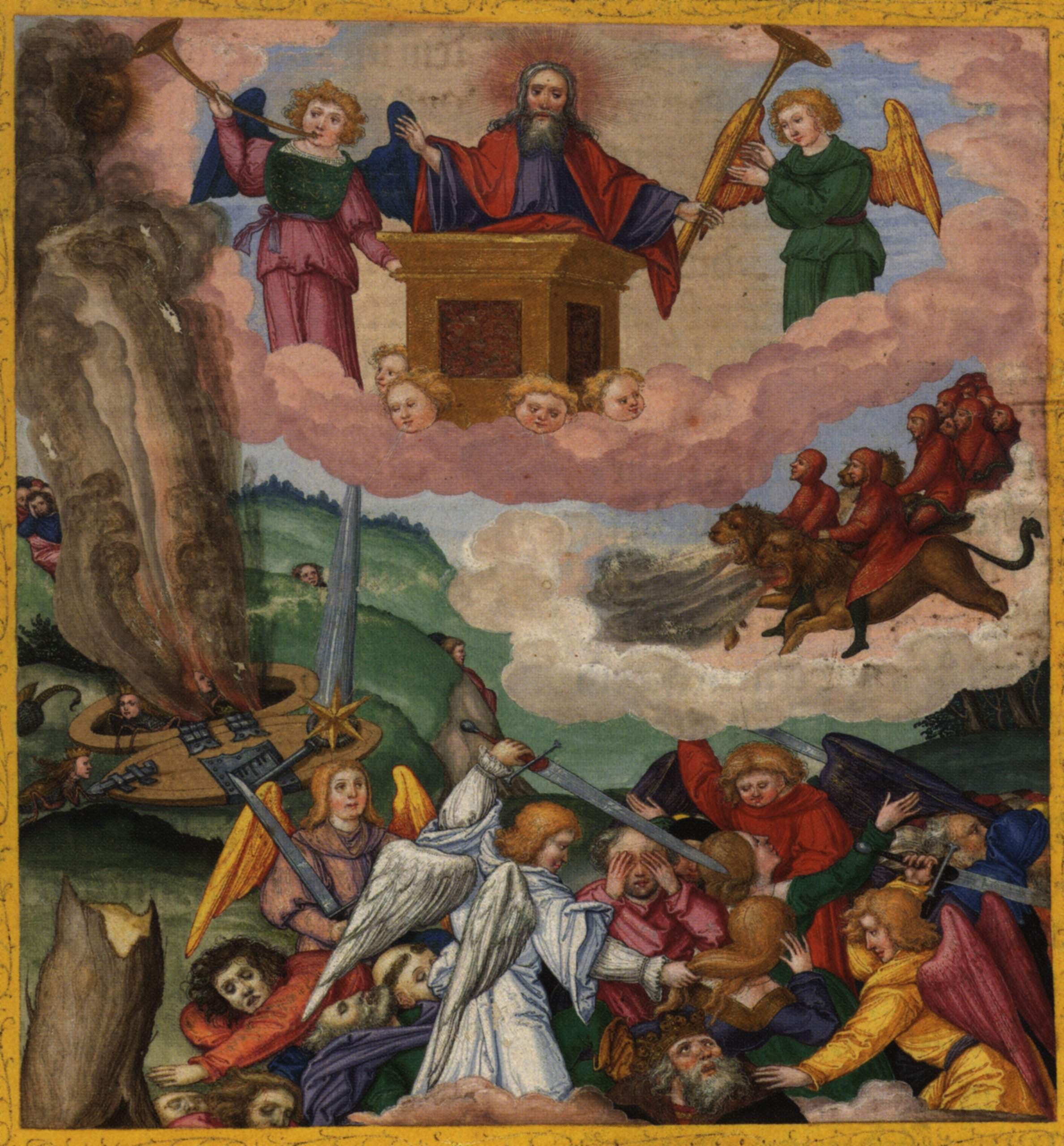
Ilustração do Apocalipse cristão, com os anjos tocando trombetas

A riqueza dos detalhes observado por Jean Renaud no Ragnarök lembram o Apocalipse da Bíblia, pois Heimdall sopra seu chifre como os anjos tocam a trombeta, o sol escurecerá, as estrelas caem do céu, grandes desastres chegam, monstros são libertados no Ragnarök como as bestas do mar e da terra que João descreve. Os deuses lutam contra as forças da desordem, como o arcanjo Miguel entrou em guerra com os dragões e seus anjos. No entanto, esse dragão é o diabo e Lóqui corresponde à Lúcifer, pois Satanás e Lóqui são acorrentados antes de serem finalmente derrotados. O Ragnarök, como o Apocalipse, é seguido por uma regeneração universal onde Balder está de volta, assim como Cristo no Juízo Final.

#### Outros temas lembrando a Bíblia
Régis Boyer acrescentou que o casal humano salvo pelo tronco da Yggdrasil evoca Adão e Eva,
e depois as tábuas de ouro que Balder encontrou, assim como Moisés encontrou as tábuas da lei. De acordo com ele, a Bíblia foi saqueada, "Assim como a Etimologia de Isidoro de Sevilha XI:3, que Snorri Sturluson tinha lido atentamente. Ele cita um exemplo de texto germânico antigo reescrito pelos cristãos, "Muspilli" (que o termo é um hapax: expressão que foi observada apenas uma vez em um determinado momento). Surtr é substituído pelo Anticristo, Elias substitui Tor, Lóqui substitui Satanás, a batalha substitui o Armagedom... Grau propõe um relatório de todo o texto da poesia, com exceção de dois versos, para o  trabalho do teólogo do século IV, Efrém da Síria. A literatura apocalíptica da Bíblia, proliferando na Idade Média e, especialmente, no momento do milenarismo, provavelmente influenciou grandemente os autores dos textos da mitologia nórdica. Essas semelhanças são muito anteriores à Era Viquingue, e encontram-se no Ragnarok, escrito em plena época cristã pelos cristãos submetidos a rigorosas censuras.

### Hipóteses
Os historiadores têm emitido várias hipóteses para explicar a origem dos textos mencionando o Ragnarök.

#### Terror do ano mil
Régis Boyer nota influências cristãs sobre a elaboração do Völuspá, semelhante ao fim do mundo milenarista e ao Juízo Final na última parte da Bíblia, chamado de Apocalipse. O milenarismo apoia a ideia de um reino terrestre do Messias, após ele ter sido conduzido ao Anticristo, antes do Juízo Final.
A suposição é que ele defende mil cristãos, servidores da Bíblia ameaçados de um fim iminente do mundo. Eles foram baseados, entre outros, no último livro da Bíblia, o Apocalipse. O fim do mundo, obviamente, não têm lugar, mil anos se passaram e normalmente sem a cólera divina. O mundo cristão foi tranquilizado por ter escapado da cólera divina, mas estava muito desapontado com as falsas previsões. A Igreja teve que responder a este fim do mundo, anunciado que era vital para a sobrevivência da religião cristã. As autoridades cristãs revelaram, em seguida, que este Apocalipse do qual eles estavam falando não foi realmente concebido como "o fim do sistema mal": só os deuses pagãos, gigantes e monstros foram destruídos, os dois principais textos da mitologia nórdica, que do Völuspá e o texto de Snorri, escrito dois séculos depois e meio após a adoção do Cristianismo, foram assim apresentados como explicações.

#### A demonização das religiões pagãs e evemerismo

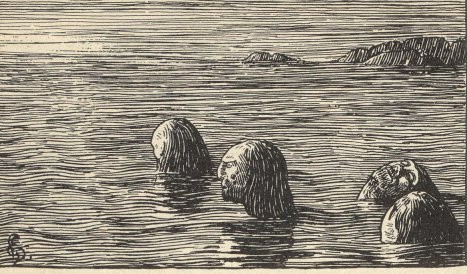
Historicamente, durante a cristianização da Noruega, rei usou sofisticados meios para matar aqueles que se recusassem ao cristianismo

Outra hipótese sobre o Ragnarok está relacionada ao fato de que no contexto cristão, não era propício a persistência do culto das divindades pagãs, assim, na Saga do rei Olavo da Noruega, para provar sua devoção, as pessoas deviam insultar e ridicularizar as divindades importantes dos pagãos quando eram recém-convertidas ao cristianismo.
Os viquingues foram forçados a abandonar suas antigas crenças. O prólogo do Edda em prosa, sua abordagem é para os jovens escaldos, diz que os cristãos não acreditam nos deuses pagãos. Os autores cristãos (evemeristas) reescreveram todos os textos pagãos nórdicos, desconsiderando e insultando os deuses pagãos para torná-los meros mortais. Régis Boyer relatou que a Igreja começou um trabalho de erradicação para desvalorizar as crenças e práticas pagãs. Os deuses passam para o estado de demônios, ou sutilmente, encontram-se ridicularizados, assim, ele disse, eles perecem durante a batalha final relatada no Völuspá e nos textos constituindo o Ragnarök.
Sempre segundo Boyer, Snorri Sturluson e o Saxão Gramático fazem o evemerismo dizendo que os deuses não são ex-mágicos divinizados, como na Trójumanna saga.

#### Confusão entre a batalha final e a batalha eterna
Régis Boyer nota uma possível confusão entre o Ragnarök, uma batalha final onde os principais deuses nórdicos e guerreiros morrem, e a batalha eterna onde deuses pagãos nórdicos não morrem, apenas os guerreiros arriscam a morte, mas retomam a vida após o combate para comemorar. É um texto muito antigo que é encontrado em vários documentos como o Hjadninga vig. Boyer fala sobre "encontrar o verdadeiro texto pagão por trás das reescritas cristãs", e o texto provavelmente poderia ser o da batalha eterna, a batalha final é uma reescrita da batalha eterna:
| “ | Mais importante é o suporte do Valhala, os Einherjar, que são "aqueles que constituem um exército." De acordo com o Gylfaginning (24-25), eles surgem no Ragnarök pela classificação de 800 por vez, por cada uma das 640 portas simultaneamente, a fim de enfrentar as forças do mal. Isso seria para preencher esse último assalto fatídico que Odim tanto se preocupava com o povo de Valhala. Em suma, essas mortes teriam a suprema missão de garantir a vitória das forças da vida no momento mais dramático da história mítica do mundo, um motivo que coincide bem com o espírito profundo de qualquer teoria que eu detalhe aqui. Enquanto isso, os einherjar passam seus dias lutando uns contra os outros, mas feridos e "mortos" voltam ao pleno vigor ou à vida a cada noite para banquetearem alegremente sobre a carne de Sæhrímnir, servido pela valquírias. Portanto, nós aqui, voltamos a outro padrão lendário bem vivo do norte, o da batalha eterna. Que possui ligações claras, se ele não for uma versão mais elaborada, de um mito antigo, atestado pelo Edda em prosa, a Ragnarsdrápa de Bragi Boddason ou dos textos mais recentes, como o Saxão Gramático ou o Sörla Thattr (século XIII), que do Hjadninga él ou Hjadninga vig (combate dos Hjadningar), ele próprio tira de uma Hildar saga, agora extinta. O aspecto comum dessas várias versões é uma batalha eterna, causada por uma mulher... | ” |

#### Vulcanismo na Islândia
Hilda Ellis Davidson defende uma teoria de que de acordo com os eventos do Völuspá ocorridos após a morte dos deuses (o sol torna-se preto, a fumaça, as chamas que tocam o céu, etc) poderiam ser inspirados por erupções vulcânicas na Islândia. Os testemunhos das erupções na Islândia têm grandes semelhanças com os eventos descritos no Völuspá, especialmente a erupção que ocorreu em Laki em 1783. Bertha Phillpotts supõe que o jötunn Surtr foi inspirado pelas erupções islandesas, e que ele era um demônio vulcânico.

## Influência moderna

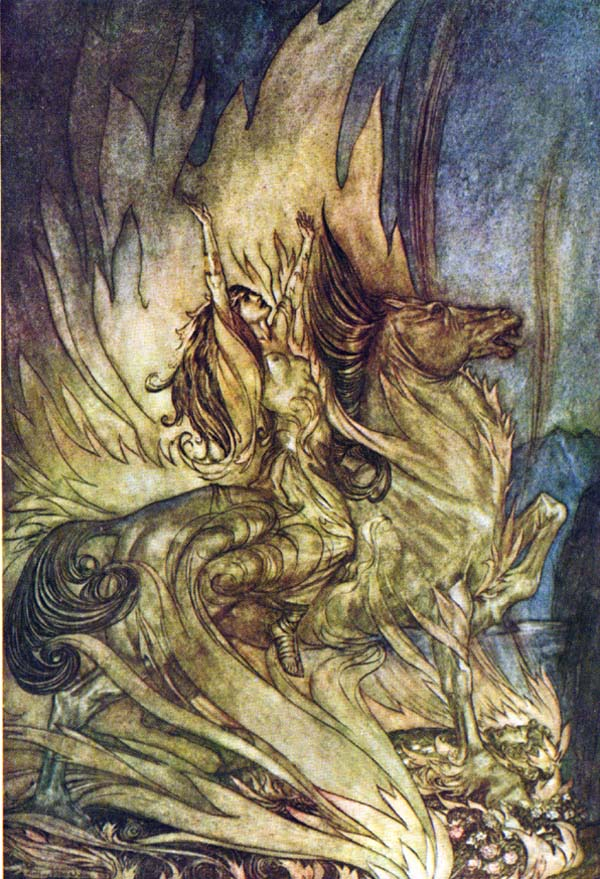
Brunilda e Grani se sacrificando nas chamas do funeral de Sigurdo no final do Ato III de Götterdämmerung

O Ragnarök se tornou uma fonte de inspiração moderna, cuja adaptação mais célebre é a de Richard Wagner, que fez Götterdämmerung (O Crepúsculo dos Deuses), título da última parte de sua ópera Der Ring des Nibelungen (O Anel do Nibelungo). A ópera termina com o Ragnarök, no entanto, não o colocam diretamente em cena.
O Ragnarök é frequentemente referenciado na música moderna, principalmente nos gêneros de heavy metal. Ele inspirou o nome da banda norueguesa de black metal Ragnarök, os álbuns Ragnarok da banda americana de metal Gwar e Ragnarok da banda feroesa de viking metal Týr, as canções "I Lenker til Ragnarok (In Chains Until Ragnarok)" do álbum Blodhemn, da banda norueguesa de black metal viking Enslaved, e "Ragnarok" do álbum Njord, da banda germano-norueguesa de metal sinfônico Leaves' Eyes, e um festival alemão de metal pagão, o Ragnarök Festival. Serviu de inspiração para o álbum da banda sueca de death metal viking Amon Amarth, Twilight of the Thunder God.
O Ragnarök serve de título ao manhwa Ragnarok que foi adaptado para anime com o nome Ragnarok The Animation. Serviu também de inspiração ao mangá japonês Matantei Loki Ragnarok. Pode-se também citar o mangá Code Geass, que nomeia um dos episódios de sua segunda temporada. Das histórias em quadrinhos francesas, o encontramos em Siegfried, de Alex Alice, principalmente inspirado na ópera de Wagner e, consequentemente, no terceiro volume chamado de Le Crépuscule des Dieux. Há também a série Le Crépuscule des Dieux, inspirada também na ópera.
No cinema, comédia de Terry Jones, Erik, the Viking, gira em torno de um viquingue tentando acabar com a era do Ragnarök. E também o filme Thor: Ragnarok[carece de fontes?]
O Ragnarök é o nome de uma espada nos jogos eletrônicos Final Fantasy IV, Final Fantasy VII, assim como em Final Fantasy IX. É um navio em Final Fantasy VIII, um monstro em Final Fantasy XIII e o nome da moto do personagem Cloud Strife em Final Fantasy VII Advent Children.[carece de fontes?]  Em Rune, o personagem Ragnar impede Lóqui de desencadear o Ragnarök. No jogo Kingdom Hearts, Sora tem uma tomada chamada Ragnarök.[carece de fontes?] Em MechAssault, Ragnarök é um "Mech" que você pode desbloquear terminando o jogo. Em Tomb Raider: Underworld, Lara Croft impede que o Ragnarök ocorra.[carece de fontes?] Ragnarök também é o nome de um MMORPG criado e inspirado nele, Ragnarök Online, e também possui uma sequência chamada de Ragnarok Online 2.